# Skudehandel
Skudehandel betegner en handel, der indtil slutningen af 1800-tallet foregik mellem Jyllands vestkyst og Vestnorges ladesteder. Afstanden til Norge er kortest fra Klitmøller, hvor den angives til 110 km. Skudehandel foregik i fladbundede fartøjer specielt velegnet til til de jyske sandstrande, benævnt sandskuder og baggeskuder. Sandskuder blev bygget i Thy, mens man i Vendsyssel indkøbte både i Norge.
Hvor man i Danmark havde et overskud af smør, korn og mel, havde man i Norge omvendt prisbilligt tømmer og metal.
Et afgørende vendepunkt for skudehandelen indtraf i 1665, hvor skudehandlerne i Klitmøller ansøger kongen om at kunne fortsætte den handel de "siden Arilds tid" havde bedrevet. Skudehandelen foregik udenfor bygrænserne og kunne derfor unddrage sig skat og told med deraf bedre konkurrenceevne. Dette var en torn i øjet på handelsfolkene fra Thisted, men deres forsøg på at stække denne handel førte blot til, at kongen så en mulighed for at inddrive mere skat.
Skudehandelen fik også indflydelse på befolkningsforholdene, idet skudehandlere fra Danmark tog handelsborgerskab i en købstad i Norge, og/eller giftede sine børn ind i familierne der – og omvendt. Derfor er der en del danskfødte begravet i f.eks. Arendal i Norge. Dialekten i området af Norge er ligeledes betydeligt mere danskklingende end i øvrige dele af Norge.
Skudehandelen ophørte i forbindelse med anlæggelsen af jernbaner, idet kornet nu med fordel kunne transporteres til en større havn og derfra med store skibe til udlandet.

## Skudehandel i renæssancen
Skudefart på den nordvestlige kyst af Vendsyssel og Thy lader sig dokumentere tilbage til første halvdel af 1500-tallet, men skudefarten synes på daværende tidspunkt helt at være forestået af norske søfolk. Baggrunden herfor var, at tømmereksporten tog et kraftigt opsving i slutningen af 1400-tallet i det sydøstlige Norge, og efter vandsavens indførelse omkring 1520 indtraf fremvækst af en selvstændig befolkning af skovhuggere, som have store behov for fødevarer. Fra denne tid må regnes med skudefart på Danmark, der bragte mel, malt, flæsk og andre fødevarer til Norge. I regnskaber fra Akershus fra 1528-1529 omtales flere gange dansk byg, rug, malt og mel. Norge havde kronisk mangel på korn men til gengæld træ at udføre, hvorimod de danske områder havde overskud af korn men mangel på træ. Sådanne norske skuder kaldet "bagiskude" i Hvetbo Herreds Tingbog optræder i retssager i 1633 og i 1642. Således nævnes, at i 1641 kom 3 norske skuder til Blokhus og 1 skude til Kjettrup ladede med tømmer. Ligeledes oplyser Vester Brønderslev kirkes regnskabsbog, at kirken i 1638 havde købt 3 tylter deller (planker) i "Vesterstrand" (formodentlig Blokhus) og 14 fyrretræer ved "Furreby Strand" (Løkken). En dansk skudehandel synes først at være påbegyndt efter 1660.
I et lensregnskab fra Aalborghus for 1591-1592 omtales "vragtømmer", og i Ørum lensregnskab for 1596-1597 nævnes "toldtømmer". Ifølge sidstnævnte regnskab blev betalt 29 tylter tømmer, og med en told på en halv tylt vil dette svare til 58 skuder i Ørum len (omfattende Hassing, Hillerslev, hundborg og Revs herreder). I 1609-1610 ankom en "bageskude" til "Torskminde" (Torsminde) i Ulvborg herred, mens Jens Christensen i Mølgaard i Hing herred fik en bøde for at have udført varer "af Torskminde, som er en ulovlig havn." Åbenbart var det kun nordmændene, som havde ret til denne sejlads.
I 1619 rejste lensmanden på Ørum sag mod borgere i Thisted, som havde udskibet varer på vestkysten. Efter dette begyndte man på bytinget at få tingsvidner på denne sejlads: i 1631 således på en skude, som havde besøgt Lyngørsund i Norge og her solgt korn, og i 1636 på flere personer, som havde besøgt norske havne og solgt varer. I 1639 blev afgivet tingsvidne på, at nordmænd havde købt korn til levering i Vilsund og betalt kontant. Også adelen udnyttede sine privilegier til at deltage: således omtaler et tingsvidne fra Hillerslev herredsting af 7. september 1647, at Iver Kaas til Ulstrup i Hundborg herred havde udstedt 5 adelige pas til skibe, som blev lastede med korn, mel, gryn og flæsk ved Hanstholm; varerne blev solgt i Mandal, Kristianssand og Flekkeø. I 1640 var 6-7 tingsvidner på udskibning ved Vilsund og på vestkysten, som var foregået i flere år.
Omtrent på samme tid, den 8. maj 1644, blev udstedt et brev til Palle Rosenkrantz, der gav bønderne i Nedenæs len i Norge ret til at sejle til Jylland og købe korn, som de dog kun måtte udføre til Norge. Et par år senere, den 4. april 1646 blev udstedt et brev til lensmanden over Ørum len, Christoffer Hvas, om at borgere i Thisted havde klaget over "..adskillige prangere, bondesønner og drenge der sammesteds, som adskillige varer af landsens fedme opkøber og paa ulovlige havne baade hemmeligt og aabenbart udskiber.." Det blev indledningen på en længere varende retssag ved Hillerslev herredsting med det formål, at sikre købstadens borgere eneret på handelen. Udfaldet blev imidlertid hæmmet af det forhold, at nordmændene allerede havde fået tilladelse til at drive denne skudehandel, og denne ret blev bekræftet ved et kongeligt brev af 17. december 1646 og igen i et brev dateret 29. maj 1647. Nordmændene kunne efter dette sejle som de plejede, mens det for nordjyderne trak lidt længere ud. Afgørende var, at der nu blot skulle et samarbejde til, hvor nordmænd og danskere udgjorde partsredere, så ville tilladelsen automatisk også omfatte den danske partner. Den 21. juli 1651 kom sagen for højesteret, som afgjorde, at "..efterdi recessen udtrykkelig tillader tømmerlast at maatte sælges til bønder, hvor slet egn er, og i betaling antages, hvis varer bønderne ejer, er der saa for rette afsagt, at Tisted bys privilegier saa vel som landstings afvisning ikke bør at hindre, at den sag, som Jens Olufsen og hans medredere for sin skade lader paatale, jo bør efter lovlig medfart at paakendes og paa tilbørlige steder dømmes, saa vidt ret er.." En af de skadelidte fra Kristianssand bad om kompensation, og dette pålagdes borgmester og råd i byen; mere høres der ikke til sagen. Svenskekrigene viste, at handelen var af afgørende betydning for Sydnorge, og dermed var vejen åben for en legalisering af handelen. Ganske vist forsøgte borgmesteren i Thisted, Peder Justesen, endnu en gang at forbyde bønderne i Hansted og Klitmøller at drive skudehandel, men efter en klage fra dem måtte han trække i land med en erklæring om, at han kun havde skredet ind af frygt for, at tolden ikke ville blive betalt som den skulle, og dermed var vejen åben for, at en skriftlig tilladelse til dansk skudehandel endelig blev givet den 24. september 1666.

## Skudehandel under enevælden
Gennem hele renæssancen havde Thisted med skiftende held ført en hånd kamp imod skudehandelen på vestkysten i amtet, i særdeleshed fra Klitmøller. Det afgørende vendepunkt indtraf i 1666. Den 8. august 1665 fremsendte 16 strandsiddere bosatte på strækningen mellem Hanstholm og Klitmøller en ansøgning til kongen om, at de frit måtte fortsætte den skudehandel, som de tidligere havde kunnet foretage uden klager fra Thisted. Efter, at borgmesteren i Thisted, Peder Justesen, havde erklæret, at han intet havde at indvende mod handelen på vestkysten, hvis skudehandlerne betalte told som de skulle, blev tilladelsen givet ved et åbent brev dateret 24. september 1666. Noget senere, ved åbent brev af 21. januar 1688 fik også bønderne i Vandfuld og Skodborg herreder tilladelse til "med Sandskuder at sejle fra Bovbjerg og Harboøre til Norge for at forhandle deres Korn og andre uforbudne Varer, og derfra igjen helte og paa foreskrevne Steder indføre saa meget Tømmer, som de til deres Bygninger have fornødent." Omtrent samtidig, ved plakat af 4. september 1680, blev der givet beboerne i "udhavnene" Klitmøller, Blokhuset og Tornby Strand ret til at indføre og handle med norsk tømmer og at udføre korn mod at angive varerne ved nærmeste toldsted, ligesom der blev beskikket strandriddere til at føre opsyn med handelen, og ved Toldforordningen af 26. november 1768 blev det i kapitel 6 § 3 på tilsvarende måde bestemt, at "Det er dem, som udi Jylland imellem Klitmøllerne, Blokhuset og Torneby-Strand paa en Distance af omtrent 12 Mil ere boende, tilladt at indtage de sig af Landboerne tilforhandlede Landets egne Producter, men intet andet og dermed sejle til Norge, saavelsom til Kjøbstæderne her i Riget, .. og derfra Tømmerlast, Kalk og Sten til Retourladning føre tilbage."
Som følge af disse tilladelser udviklede sig i anden halvdel af 1600-tallet, formentlig især i tiåret 1670-1680, gennem hele 1700-tallet og op til begyndelsen af 1800-tallet en mere eller mindre fast skudehandel bedrevet af egentlige købmænd, skudehandlere, fra flere steder, hvor forholdene tillod det, især Kjul, Skallerup, Lønstrup, Løkken, Blokhus, Slettestrand, Thorupstrand, Hanstholm og Klitmøller.
Det fartøjer, som blev anvendt ved denne handel, kaldes sandskuder. Der var tale om ret små skuder på 5-25 ton lastedrægtighed, klinkbyggede men med trænagler, hvorved de havde større elasticitet og derfor uden at lide skade kunne lade sig løfte af bølgerne op på strandbredden således, at de, når vandet trak sig tilbage, stod på næsten tørt land. Losning og ladning måtte som regel ske ude på rheden, idet man fragtede varer det sidste stykke ind og ud med fladbundede både kaldet "skibningsbåde", mens trælasten fra Norge som regel blev væltet over bord ved kysten og selv flød op på strandbredden, hvor den kunne opsamles.
Under Store Nordiske Krig 1709-1720 synes skudehandelen på vestkysten at have haft sin absolutte blomstringstid. En medvirkende årsag hertil var sikkert, at den modsvarende sejlads i Kattegat da blev hæmmet af svenske kapere. Ikke mindst oplevede Løkken en storhedstid, og Hjørring forsøgte da at få området lagt ind under sit læbælte, men forgæves.
Om skudefarten i Thy i 1735 findes en indberetning fra Toldkammeret i Thisted, hvori det blandt andet hedder: "Her i Told Districtet føres de ind og udgaaende Vahre deels med egne og dels med Norske Fartøyer, Sand Skuder kaldet, og er Skibsfarten ved Vester-Strand af den Beskaffenhed: at som her for Landet ingen Hafn, men det stoore Vester Haf med de jydske Ref paa den eene, og den flakke strand med Klitbacker paa den anden Side, maa Skuderne, /naar Hafvet foruroliges, som undertiden giør, at Skibe indstrander og forulycker,:/ med temmelig Besvær og Omkostning treches op paa tørre land for at salveres, og bliver der staaende fra een Reise til anden; Men naar Vejret er got, og Skipperne agter sig strax bort igen enten baglastet eller med Vahre, kand da Skuderne blive liggende paa Vandet, indtil de snarest muligt faar giort sig klar til udgaaende; Ellers hænder sig tit ved Deres hjemkommende, at, som trælasten maa udkastes førend Skuden kand settes paa Land, bliver samme bortskyllet af Havet og ved udgaaende maa de ofte, for hastig paakommende Blæst og uroligt Haf, lette Ancher og sejle fra enten halfer eller trediepart af Ladningen; Angaaende Fartøyernes Tall og Størrelse, her og i Norge hiemmehørende, følger allerunderdanigst Extract af Thisted Toldregnskab for sidst afvigte Aar, og gaar deres Fart egentl. imellem Rigerne Danmarkog Norge med de Slags Vahre som paa bemt. Extract findes opført." Af ekstrakten fremgår, at der var 19 hjemmehørende skuder på 3-7 læst, at der fra Norge i 1734 var indkommet 1 skude fra Mandal, 6 fra Øster Risøre, 3 fra Arendal og 2 fra Christiansand.
Tilsvarende findes en indberetning fra by- og herredsfogeden for Ålborghus, Åstrup, Sejlstrup og Børglum amter i Hjørring, hvori det blandt andet hedder: "Her af dette District udføres ej andet af Landet end de Varer, her voxe og groer og her bliver fabriqverede, saasom Heste, Hopper, Stude og Kjør, som saaledes sælges og udføres, .. dessen Kvantitet kan umuligen vides, af Smør, Ost, Flæsk, Kjød samt Vadmel og Lørret, item Tællig, Vox, Huder, Skind, Mød, Brendevin af deslige dels her fra Landet med de faa herfra over til Norge farende smaa Sandskuder og af dem derfor igjen tages de Varer, som de fra Norge af Tømmerlast og Jæren did indfører, dels af denne ringe By til Aalborg udfører og igjen af Aalborg Kjøbmænd tager, hvis Smaavarer af Salt, Tobak, Vin, Brændevin, Humle, Jæren, Tjære og andre smaa Kramvarer, som de her igjen til Bonden i ringe og smaa Partier kan afsætte.
Hvor stor en Quantitet her maatte blive ind- og udført, er saaledes, saavidt jeg af Toldbøgerne kan have til Efterretning, nemlig: Indført af Tømmerlast og Jæren ungefær aarlig 50 Tylter 12 Alen, 150 Tylter 10 Alen, 100 Tylter 8 Alen, 100 Tylter 7 Alen, 600 Bord, 60.000 Brandstager, 4 á 6 Skippund Jæren og undertiden nogen smaa Egebarchuuner. Igjen udført med samme herfra gaaende smaa Sandskuder ungefær aarlig 1000 Tdr Rug, 5 á 600 Td. Byg, 50 Td. Smør, 30 Skippund tør Faarekjød, 5 Skippund Ost, 40 Anker Kornbrændevin, 20 Td. saltet Kjød, 200 levendes Svin, Lærret og Vadmel af Værdi 30 til 40 Rixd."
Oprindelig foregik denne skudehandel på bøndernes eget initiativ, men under Napoleonskrigene, da Norge var i stor nød på grund af udeblevne forsyninger med korn, blev det ved Placat af 29. januar 1813 bestemt, at der skulle udbetales præmie til skippere, der førte korn til Norge: 10 mark pr. læst for "ubeskadiget" og 7 mark og 8 skilling pr. læst for "beskadiget" korn.

## Skudehandelen i 1800-tallet: sammenbrud og afvikling
1800-tallet skulle markere enden på den nordvestjyske skudehandel. Det skete imidlertid ikke samtidig overalt.
Sammenbruddet, eller rettere omlægningen, skete først i Thy. Natten mellem den 4. og 5. februar 1825 indtraf en stormflod, som bevirkede, at Vesterhavet brød gennem Aggertangen flere steder og derved forbandt havet med Limfjorden. En ny storm den 27. november samme år uddybede de allerede etablerede løb over landtangen, og endelig i 1834 bevirkede en tredje storm en uddybning af et af disse løb, Aggerkanalen, så meget, at det skulle få afgørende betydning for skibsfarten. Allerede i 1831 var det lykkedes et større skib at sejle gennem Aggerkanalen, og i 1835 var det muligt for samme skib at gå lastet ud gennem kanalen. Dermed var skabt en ny sejlrute, og allerede samme år passerede i alt 19 skibe gennem kanalen. I de følgende år voksede besejlingen yderligere. Ifølge amtsbeskrivelsen for Thisted Amt fra 1842 sejlede 391 fartøjer med en samlet drægtighed på 3.823 kommercelæster igennem Aggerkanalen i 1840, og i løbet af de seneste tre år var ialt 88.215 tønder korn blevet fragtet gennem kanalen.
Følgen af dette var, at skudehandelen hurtigt flyttede indenfjords: i 1834 var der 24 skuder hjemmehørende på vestkysten, men i 1840 var dette tal faldet til 13 og i 1851 var det 18. Til gengælde var antallet af hjemmehørende skibe i Thisted vokset fra 6 i 1834 til 14 i 1840 og 27 i 1851. Andre steder i selve Limfjorden var antallet stort set uforandret: 7 i 1834, 5 i 1840 og 7 i 1851. Reelt skete der det, at skibene nu blev hjemmehørende i købstaden, mens mandskabet for en stor del var hjemmehørende i Vester Vandet (Klitmøller) og Vang (Vangså); med andre ord var det det gamle mandskab fra skudehandelens pladser, der nu blev sysselsat ved købstadens skibsfart.
Også i Hanherrederne ophørte skudehandelen men ikke til fordel for Thisted. I stedet blev korn og varer nu ført med vogn langs kysten til Blokhus og Løkken for at blive udskibet derfra. Sammen med Lønstrup var disse de vigtigste steder for skudehandelen fra 1826, da handelen efter en nedgang lige efter tabet af Norge i 1814, atter oplevede en fremgang.
I Hjørring amt, det vil sige Vendsyssel, fortsatte skudehandelen endnu, omend svækket i årene umiddelbart efter Napoleonskrigenes afslutning som følge af Norges overdragelse til Sverige, hvilken først blev modvirket ved en handelsaftale dateret 2. november 1826, og da var megen skudehandel allerede forsvundet for altid; kun Løkken havde endnu skudefart af betydning. I amtsbeskrivelsen fra 1828 hedder det blandt andet: "Kysten fra Skagen til Thisted Amt har Pladserne: Kjul, Lønstrup, Løkken, Grønhede, Blokhusene og Tranumstrandgaard, hvorfra, da Handelen var i Gang, ei lidet afskibedes i de saakaldte Sandskuder paa 9 til 12 Com. Læster, hvoraf samtlige disse Pladse have nogle; men da de uheldige Tider og fornemmeligen Rigernes Adskillelse havde paaført dem, som havde noget at sætte i Handelen, idelige Tab, have de nedlagt Handelen. De, der ere komne i deres Sted, manglede Formue, hvoraf følger at de Tab, de lide, oftest falde tilbage paa Landmanden, som har betroet dem Varerne; og da contant Betaling er saa vigtig for Landmanden, der er meget at beklage, naar han ei altid kan staae i Forskud for sin Mark, saa kan man under nærværende Forhold ei ansee dette Amts Beliggenhed langs Vesterhavet som heldig for Afsætningen. Ei heller foretages nu Expeditioner uden fra Løkken. Denne Ladeplads, som ligger 3 Mile Vest for Hjørring, har 9 Skuder, hvilke dog ei altid ere i Fart; tilsammen kunne de indtage omtrent 2100 Tdr. Korn, den største af dem 400. den mindste 100 Tdr. De bruges meest paa Norge, dog foretage 2 af dem en Reise om Efteraaret til Altona med Huder, Uld, Skind og Smør, ogsaa har der, dog kun sjeldent, været en Skude fra Løkken i Engelland med Been, gammelt Jern og Tougværk (kjøbt ved Strandinger), og taget tilbage Steentøi, Steenkul og Slibestene. Denne Ladeplads har en aldeles aaben flad Strand, hvor Skuderne ei kunne ligge sikkre. Naar de komme hjem, bliver Trælasten, som er den almindelige Ladning, kastet over Borde, og er det stormfuldt Veir, eller Farten ophører, sættes Skuderne fra Havet op i Land, næsten op i Byen, for at ligge sikkre; er det af de større Skuder, behøves 24 Mand, som løfte Skuden paa Bjelker, hvilke ere besmurte med Sæbe; de sætte da alle Ryggen imod, og skyde den langsomt frem; ligeledes bruges 24 Mand for at faae den sat ud, og da maae de vade saa langt ud som de kunne. For Indsætningen betales 32 Sk. og for Udsætningen 48 Sk. til hver Mand. Meget ofte hænder, at Uveir nøder Skipperen, efterat Tilladningen er begyndt, at søge rum Sø, for ei at forlise paa Kysten, at de da lægge sig under den norske Kyst, og siden atter gaae til Løkken, for at faae Resten af Ladningen. Da der, disse Hindringer uagtet, dog fra Løkken ei udføres lidet Korn og ei faa Fedevarer, og man saaledes maa antage, at Skudehandlerne, de idelige Tab og hine Udgivter uagtet, dog kunne bestaae.." De nye mål for skibsfarten, England og Altona, må ses som forsøg på at frigøre sig fra bindingen til Norge, der havde vist sig risikabel.
I 1857 indtrådte en alvorlig krise, som især ramte handelshuse i Hamborg og Altona, men som i kraft af det net af kreditter, som var bygget op herfra, også ramte skudehandlere. Endelig i sommeren 1871 blev Vendsysselbanen åbnet, og denne formåede hurtigt at udkonkurrere skudehandelen. Sammen med den store kornhandelskrise og omlægningen til animalsk produktion rettet mod det engelske marked undergravedes hele det grundlag, som skudehandelen havde hvilet på, og på få år var sejladsen med sandskuder stort set afviklet.
Da J.P. Trap: Danmark i 2. udgave fra 1875 skrev: "Ladepladsen Løkken, hvor der er Toldoppebørselscontrolsted, Redningsstation og en privat Skole...har 87 Huse...Fra Løkken drives en betydelig Handel, især på England og Norge med grove Varer og Korn; der findes, foruden flere Kjøbmænd, endeel på Landet ikke almindelige Håndværkere, som Farvere, hvoraf en driver et Dampfarveri, Bagere, Sadelmagere, Snedkere, Jernstøbere, Garvere, Pottemagere o. fl. Byen har for en stor Deel teglhængte Huse, hvoriblandt er flere store Pakhuse, et betydeligt Dampbrænderi og et Teglværk, og seer ud som en Kjøbstad; dog ligge mange stråtækte Huse derimellem og Gader findes ikke.", afspejlede det en situation, som var under hastig afvikling.
Da den sidste skude i Løkken, Hensigten, blev trukket i land i 1908 for sidste gang, var skudehandelens historie bragt til afslutning.